# Wolfgang Ospelt
Wolfgang Ospelt (Vaduz, 5 de enero de 1965) es un exfutbolista liechtensteiniano. Se desempeñaba en posición de centrocampista.

## Selección nacional
Fue internacional con la Selección de fútbol de Liechtenstein en diez ocasiones.

## Clubes
| Club  | País          | Año         |
| ----- | ------------- | ----------- |
| Vaduz | Liechtenstein | 1989 - 1995 |

## Palmarés

### Campeonatos nacionales
| Título                | Club  | País          | Año              |
| --------------------- | ----- | ------------- | ---------------- |
| Copa de Liechtenstein | Vaduz | Liechtenstein | 1990, 1992, 1995 |